# تل دير علا

تل دير علا من الجهة الشرقية على الشارع الرئيسي في البلدة.

مدخل التل.

مدينة دير علا هي مدينة أردنية تقع في الأغوار الوسطى وتمرُّ من خلالها قناة الملك عبد الله. تعتبر مركزا للواء دير علا ضمن محافظة البلقاء، و تقع على خط طول 35 و 37 شرقا، وخط عرض 32 و 12 شمالا، وهي مركز لواء دير علا، وتتبع إداريا إلى بلدية دير علا في غور الأردن، و تبعد عن نهر الأردن حوالي 5كم غربا، وتنخفض عن مستوى سطح البحر حوالي 224م.
يقع تل دير علا في منطقة وادي الأردن، و التي تتميز بارتفاع درجات حرارتها صيفا، ويتميز الموقع بقربه من نهر الأردن و خصوبة تربة فيه وموقعه الاستراتيجي بين الأردن و فلسطين و وقعه على خط التجاري القديم Franken 1969: 3 )).

## أصل التسمية
يشير البعض أن الاسم جاء نسبة إلى الدير العالي الذي تم اكتشافه داخل التل الأثري، وعلا قد تكون تحريفا للكلمة الآرامية ( علالا ) بمعنى الغلال، والمحاصيل، بينما جذر علل في الآرامية القديمة يعني الحصاد وجمع الغلال.

## تاريخ البحث الأثري في التل
كانت البدايات الأولى للتنقيب الأثري في تل دير علا عام 1960م، على يد الهولندي هنك فرانكن والتي استمرت حتى عام 1967م، وفي عام 1976م تم استئناف العمل في التل على يد فرانكن و دائرة الآثار العامة الأردنية ممثلا عنها معاوية إبراهيم، وفي 1979م نقب الهولندي خيرت فان دير كوي ومعاوية إبراهيم.
و في عام 1980م أصبح التنقيب مشتركا بين ثلاث جهات رسمية جامعة اليرموك و جامعة لايدن الهولندية ودائرة الآثار العامة، وفي 1996م استئناف العمل في التل على يد زيدان كفافي وخيرت و كانت أخر هذه المواسم سنة 2004م و 2009م ( كفافي 2009: 13 ).
حيث قام الفريق الهولندي بتأسيس محطة دير علا للأبحاث الأثرية للمحافظة على القطع الأثرية المكتشفة وتخزينها من خلال إنشاء متحف في المحطة يضم كافة اللقى الأثرية في الموقع وتوثيقها بشكل علمي.

صورة لفريق العمل سنة 1965م من دير علا

## التسلسل الزمني للاستقرار البشري في التل
الموقع بدأ كقرية صغيرة نشأت في 1700ق.م – 350ق.م وقد هجرت بعدها، وتم تأريخها اعتمادا على المخلفات الأثرية ككسر الفخارية والنقوش القديمة ( كفافي 2009 : 14 ).
1-	العصر البرونزي المتوسط ( 1750 – 1550 ق.م ) :
التل في هذه الفترة كان عبارة عن قرية صغيرة، استقر فيها الناس وبنو بيوتهم فيها، وكانت البيوت هذه الفترة مبنية من اللبن والذي تظهر عليه أثار حرق على جدران المباني والسقوف، مما قد يشير إلى تعرض الموقع للحريق كبير ( كفافي 2009: 16 ).
2-	العصر البرونزي المتأخر ( 1550 – 1200 ق.م ):
عثر على بقايا معمارية بمساحة 200-120م، وأهم ما عثر عليه معبد وملحقاته من مساكن رجال الدين وفي الجزء الجنوبي من التل كشف عن مبان إدارية ومساكن ذات طرز مختلفة ( كفافي 2009 : 16 ).
3-	العصر الحديدي الأول ( 1200- 1000 ق.م ):
تم الكشف عن مبنى كبير تبلغ أبعاده 10*6م، ويظهر أن المبنى قد أعيدا بناؤه واستخدامه في فترات لاحقة، وقد تدمر أثر تعرضه لهزة أرضية.
و جاء مخطط المبنى مقسم من الداخل إلى غرف صغيرة ذات وظائف معينة أو خاصة، وعثر على أرضية أحد الغرف رقم طينية، وعثر داخل المبنى على غرف للتخزين وتحضير الأطعمة ومما يؤكد صحة ذلك العثور على جرار كبيرة استخدمت في تخزين المواد السائلة وأدوات لطحن والجرش، كما وعثر على أرضيات لساحات مكشوفة، وطبقة من الرماد كبيرة والتي تدل على أن المكان قد استخدم لصناعة الأواني والأدوات ( كفافي 2009 : 17 – 18 ). 
و اعتمد سكان دير علا على الزراعة وتربية الحيوانات، ولكن في حوالي 1100- 1000ق.م قاموا على صهر الحديد، وصناعة الأدوات الحديدية ( كفافي 2006: 141 ).
4-	العصران الحديديان الثاني والثالث ( 1000 – 586 ق.م ):
عثر على بقايا معمارية وأماكن لتحضير الطعام وأخرى للتخزين وصناعة الخبز، ومشاغل للتصنيع الأواني والأدوات المعدنية ( كفافي 2009 : 18 ).
5-	الحكم البابلي و الفارسي
يعتقد بوجود مجتمع متمدن ومستقر خلال هذه الفترة ( كفافي 2006 : 152 ).

## العمارة في موقع دير علا
تعود البقايا المعمارية في دير علا للعصر البرونزي المتوسط في السفح الجنوبي الشرقي للتل، وكانت الأبنية التي تم العثور عليها ليست بالكثيرة ولا تتجاوز أكثر من جدران متصلة ومنفصلة، ومنها حفرة صغيرة مستطيلة الشكل مع جدار مبني من حجارة غير مشذبة بلغ عمقها (5,1م)، و لكن هذه الغرفة لم تكن ممتلئة بأنقاض وقد عثر في أسفلها على أداتين برونزيتين حادتين تمثلان رمحا مع سلسلة وحربة.
مثال أخر من الموقع حيث تم العثور على جدران وساحة و طبقات من الحجارة الصغيرة وتم العثور في الأرضية على أداة عظمية ( العجور 1997: 100- 101).
معبد تل دير علاّ
أقيم هذا المعبد فوق تله اصطناعية ترتفع عن المناطق المحيطة بها حوالي 8م، (Strange 2001: 309). يتكون المعبد من ثلاث حجرات صغيرة جدا بنيت في الطرف الشمالي (franken and Ibrahim 1989: 203)، تتقدمها ساحة ترتفع حوالي المترين عن المنطقة الخارجية وهناك شواهد تظهر أن سقف المعبد رفع على أعمدة لا تزال قواعدها الحجرية قائمة (ياسين 1991: 192 – 193). عثر بالقرب من المعبد على مزهرية مصرية من النوع المسمى (Faince) تحمل اسم توسرت- زوجة الفرعون المصري رمسيس الثاني التي حكمت بين 1214 – 1194 ق.م (أبو طالب 1978: 73). تشير إلى تاريخ المعبد عثر في الجهة الغربية من الغرفة المقدسة "Cella" على مخازن للأواني الفخارية، وربما مشاغل، وإلى الشرق من الغرفة المقدسة توجد ساحة صغيرة تقابلها غرف، وجد في أحداها ألواح طينية ربما أدارية وجعران وأختام اسطوانية وفخار مايسيني مستورد(franken and Ibrahim 1989: 203).، ومطرات زجاجية وصحون من المرمر وخرز بالإضافة إلى أنائين فخاريين لها فتحات على شكل شبابيك (كفافي 2006: 244). وعثر في هذا المعبد أيضا على رأس لطائر البط من العاج استخدم كمقبض لصندوق مستحضرات التجميل على الطراز المصري (Van der Kooij And Ibrahim 1989: 92). ومن البقايا الأثرية الأخرى والتي عثر عليها ضمن الغرفة المقدسة Cella أختام اسطوانية ومزهرية مزخرفة، وقلادة مزخرفة، وتعويذة مزخرفة، وخرزة مزخرفة، وزبادي مزخرفة، وزبدية بازلتية، وإبريق من المرمر، وقطعة فخار على شكل الرمانة، ولوح يمثل لعبة يحمل مشهد رجل يرتدي ثيابا طويلة ويقف بين أشجار النخيل، وإبرة برونزية، وكأس بازلتي (Franken 1992: 28 – 31).

## الفخار
تميز التل كغيره من مواقع الأثرية الأخرى باحتوائه على الفخار، وأهم أنواع الفخار التي تم العثور عليها في التل فخار من نوع Chocolate – on – White و الذي يؤرخ إلى العصر البرونزي المتأخر المرحلة الأولى (كفافي 2006 : 230 ). 
و عثر على أواني ككؤوس والزبادي، وصحون للفواكه، وجرار تحمل فوهاتها سدادات فخارية مما يدل على أنها كانت تستخدم لحفظ السوائل.

## الفن
عثر في دير علا على دمى آدمية مصنوعة من الصلصال مؤرخه للمرحلة السادسة، وتمثل وجوها أنثوية وعثر دير علا على قرط ذهبي ( كفافي 2006 : 291 ).

النقش الارامي الجصي من دير علا

النقش الجصي

## النقش الجصي من تل دير علا
اكتشف النقش عام 1967م في دير علا على يد فرانكين، ونشر على يدي هوفتايزر وفان در كوي في عام 1976م، وعثر على النقش على جدار أحد الأبنية، والنص عبارة عن نص ديني مكتوب بالحبر الأسود والأحمر، ويؤرخ النقش إلى العصر الحديدي بناء على المبنى الذي عثر فيه على النقش فأرخ إلى الفترة ما بين ( 850- 750 ق.م )، و قد كتب النص على الجص الكلسي باستخدام الحبر الأسود والأحمر ( لبنسكي 1997 : 1- 6).
و يذكر النص اسم بلعام بن باعور و الذي يريد ذكره في العهد القديم ( لبنسكي 1997 : 12 )، و هو يشبه الخطوط العمونية المتأخرة إلى حد بعيد ( القنانوة 1998).

## قائمة المراجع
العجور، محمد. 1997؛ أنماط الاستيطان البشري في شمالي الأردن في العصر البرونزي المتوسط الثاني MB2، رسالة ماجستير غير منشورة، إربد: جامعة اليرموك.
القنانوة، إخلاص. 1998؛ نقش الجص الآرامي من دير علا: دراسة لغوية، رسالة ماجستير غير منشورة، اربد: جامعة اليرموك.
كفافي، زيدان. 2006؛ تاريخ الأردن وأثاره في العصور القديمة: العصور البرونزية والحديدية، عمان: دار ورد.
كفافي، زيدان. 2009؛ التنقيبات الأثرية عن تل دير علا: نتائج مواسم التنقيب 1997 – 2004م، مجلة الأنباء، العدد 29، ص: 13 – 19.
Franken, H. 1969; Excavations at Tell Deir Alla ,SI: SN.